# Jan Šimák
Jan Šimák (* 13. Oktober 1978 in Tábor) ist ein tschechischer Fußballspieler.

## Karriere

### 1996 bis 2007: von Tschechien nach Deutschland und zurück
Šimák spielte im Jugendbereich für Sokol Mezno, VS Tábor, SK České Budějovice und FK Tábor; im Seniorenbereich war er ab 1996 für vier Jahre für FK Chmel Blšany aktiv. 
Im Jahre 2000 wechselte er nach Deutschland zum damaligen Zweitligisten Hannover 96. Nach einer soliden Debütsaison (neun Tore, zwei Vorlagen in der Liga) verdoppelte er seine Scorerpunkte in der folgenden Saison (18 Tore, vier Vorlagen in der Liga) und trug zum Aufstieg in die Bundesliga bei. 2002 ging er zu Bayer 04 Leverkusen, um die Nachfolge des zum FC Bayern München abgewanderten Michael Ballack anzutreten. Er konnte sich in Leverkusen nicht durchsetzen und kehrte 2003 auf Leihbasis zu Hannover 96 zurück. Nach sechs Partien fiel er krankheitsbedingt wegen eines Erschöpfungssyndroms in Verbindung mit Depressionen und Alkoholproblemen aus. Im Juli 2004 löste er seinen Vertrag in Leverkusen endgültig auf. Kurze Zeit später unterschrieb er einen Vertrag bei Sparta Prag. Jedoch spielte er nicht mehr auf dem Niveau wie zuvor bei Hannover 96 und begab sich in therapeutische Behandlung. Nach erfolgreicher Therapie begann Šimák im Oktober 2005 bei Sparta Prag wieder mit dem Fußballspielen und wurde am 23. Oktober 2005 im Spiel gegen den Stadtrivalen Slavia in der 66. Minute eingewechselt. Seine drei Jahre in Prag waren überschattet von Streitigkeiten mit Trainern und der Alkoholkrankheit. In der Spielzeit 2006/07 hatte er in nur 18 Spielen einen Treffer erzielt und dabei lediglich zweimal über 90 Minuten gespielt. Wegen seiner geäußerten Wechselabsichten durfte er zuletzt nicht am Training teilnehmen.

### 2007 bis 2012: Fünf Jahre Jena, Stuttgart und Mainz
Im Juli 2007 ging er erneut nach Deutschland zum damaligen Zweitligisten FC Carl Zeiss Jena. Seinen Einstand absolvierte er am 5. August 2007 im Erstrundenspiel des DFB-Pokals gegen den 1. FC Gera 03, als er in der 57. Minute eingewechselt wurde. Am 10. August 2007 stand er beim 2:2 am ersten Spieltag in der Zweitliga-Spielzeit 2007/08 gegen Alemannia Aachen in der Anfangself und wurde nach 58 Minuten für Michael Stegmayer ausgewechselt. Er kam in 27 Spielen zum Einsatz und erzielte sieben Tore. Der FC Carl Zeiss Jena stieg zum Ende der Spielzeit in die neugegründete 3. Liga ab.
Bereits im April 2008 war Šimáks Wechsel zur Saison 2008/09 zum VfB Stuttgart vertraglich fixiert worden. Am 19. Juli 2008 absolvierte er sein Debüt für den VfB bei der 0:1-Niederlage im Hinspiel der dritten Runde des UI-Pokals gegen Saturn Ramenskoje. Acht Tage später erzielte er im Rückspiel mit dem 1:0 sein erstes Tor für den VfB. Am 17. August 2008 spielte er erstmals seit 2004 wieder in der Bundesliga, als er beim 3:1-Sieg am ersten Spieltag der Bundesliga-Spielzeit 2008/09 gegen Borussia Mönchengladbach in der Anfangsformation stand und zwei Torvorlagen gab. In seiner ersten Spielzeit für die Stuttgarter kam er zu 20 Einsätzen, dabei spielte er einmal über 90 Minuten und erzielte dabei zwei Tore. In der Hinrunde der Spielzeit 2009/10 kam er für die Schwaben zu lediglich zwei Einsätzen.
Am 19. Januar 2010 wechselte Šimák zum 1. FSV Mainz 05. Sein Debüt für die Mainzer gab er am 23. Januar 2010 beim 1:0-Sieg am 19. Spieltag gegen Hannover 96 in der Anfangsformation; nach 62 Minuten wurde er durch Chadli Amri ersetzt. Für die Rheinhessen kam er in der Rückrunde der Spielzeit 2009/10 zu acht Einsätzen. Nachdem er in der Saison 2010/11 nur noch auf einen einminütigen Kurzeinsatz für die Mainzer gekommen war, wurde sein auslaufender Vertrag nicht verlängert.
Er kehrte in der Sommerpause 2011 zum mittlerweile in der 3. Liga spielenden FC Carl Zeiss Jena zurück, bei dem er einen Einjahresvertrag unterschrieb. Am 23. Juli 2011 gab er sein Comeback für den FCCZ beim 0:3 am ersten Spieltag der Drittliga-Spielzeit 2011/12 in der Anfangsformation. Am 2. August 2011 erzielte er sein erstes Tor für die Jenaer nach seiner Rückkehr am zweiten Spieltag gegen den SV Wehen Wiesbaden mit dem Siegtreffer zum 1:0. Für den FC Carl Zeiss Jena kam er in dieser Spielzeit zu 28 Einsätzen und sieben Toren. Am Saisonende stieg der Verein in die Regionalliga ab. Nach dem Abstieg erhielt er aus finanziellen Gründen keinen neuen Vertrag und er verließ den Verein im Juni 2012.

### Seit 2012: Karriereausklang
In der Sommerpause 2012 unterschrieb er einen Vertrag beim tschechischen Zweitligisten Spartak MAS Sezimovo Ústí. Im Herbst 2014 wechselte er zum Drittligisten FK Bohemians Prag. Im Sommer 2015 wechselte er in die 2. Liga zu Dynamo Budweis.
Šimák wechselte zur Spielzeit 2016/17 in der fünftklassigen 2. Landesliga Niederösterreich West und spielte für den USV Atzenbrugg-Heiligeneich. Bereits in der Winterpause ging er wieder nach Tschechien zum TJ Sokol Horního Jiřetína, von September 2017 bis 2018 spielte er in der Tschechischen Kreisliga B in seinem Heimatort beim TJ Sokol Chotoviny. 2018 wechselte er zu TJ Sokol Lom.

## Erfolge
- Tschechischer Meister: 2004/05, 2006/07
- Tschechischer Pokalsieger: 2005/06, 2006/07
- Aufstieg in die Bundesliga: 2001/02
- Thüringer Landespokal-Sieger: 2011/12